# Maurice Barrard
Pour les articles homonymes, voir Barrard.
Pas d'image ? Cliquez ici
Maurice Barrard, né le 18 janvier 1942 à Paris et mort le 24 juin 1986 sur le K2, est un alpiniste, himalayiste et éducateur spécialisé français.

## Biographie

### Couple le plus haut du monde
Maurice Barrard découvre l'alpinisme dans un camp d'initiation. Il fourbit ses premières armes dans les Alpes avant de faire partie de campagnes au Groenland et en Amérique du Sud notamment. Plus tard, il sera élu président du Comité de l'Himalaya des expéditions françaises. En 1973, il rencontre sa future femme Liliane à la faveur de l'organisation d'une expédition au Pérou. Mais ne connaissant pas ses capacités en montagne, et bien que son diplôme de kinésithérapeute tout frais puisse être utile, il décline sa collaboration, lui proposant de participer à une course moins périlleuse dans le même pays mais sans lui. Maurice et Liliane se revoient et leur passion commune pour les ascensions extrêmes les rapproche. Ils se marient et s'installe à Francourville en 1977.
En 1979, Maurice Barrard fait partie de l'expédition nationale française au K2, équipe encadrée par Bernard Mellet et composée de Pierre Beghin, Dominique Chaix (médecin), Patrick Cordier, Jean Coudray, Xavier Fargeas, Marc Galy, Ivano Ghirardini, Thierry Leroy, Daniel Monacci, Jean-Claude Mosca et Yannick Seigneur.
En 1980, en compagnie de Georges Narbaud, il fait la première ascension du Hidden Peak Sud (7 069 m) par une voie assez raide de la face sud-ouest, puis de-là la première traversée de cinq kilomètres environ jusqu'au Hidden Peak (8 068 m), principalement avec des skis de fond (plus légers et plus rapides que les skis de raid). Cette expédition ultra-légère de seulement deux alpinistes, sans oxygène, sans assistance sauf le cuisinier resté au camp de base, rompt avec les expéditions traditionnelles. Elle est décrite dans l'ouvrage Deux pour un 8 000, qui présente l'intérêt de comporter dans ses annexes une description complète des formalités et du matériel employé pour une des premières expéditions de taille si réduite.
Une première réussite au Gasherbrum II amène les Barrard à se fixer l'objectif de devenir le couple le plus haut du monde en gravissant le Nanga Parbat sans oxygène. L'obstacle est de taille car, avant eux, seulement deux expéditions ont vaincu ce sommet du Pakistan. Monté avec deux compagnons qui abandonnent en cours de route, le couple s'obstine avant de baisser les bras au bout de 19 jours, miné par le mauvais temps. Ils perdent respectivement treize et dix kilos et leurs doigts ont gelé. Un an plus tard, en 1984, après une préparation physique et mentale intensifiée, ils retentent leur chance avec deux autres personnes dont un médecin. La météo est meilleure que l'année précédente, la tête et les jambes aussi. En quatre jours, les Barrard deviennent le premier couple à monter un « 8 000 ».
Un an plus tard, c'est au Makalu que les Barrard s'attaquent. Après quatorze jours d'approche jusqu'au camp de base à 6 700 m, ils gardent leurs crampons au profit des skis. Ils confirment et bonifient ainsi leur dénomination de couple le plus haut du monde. Plus que l'Everest, c'est à la montagne des montagnes, le K2, dont les Barrard rêvent désormais.

### Mort au K2 (1986)
Le 3 mai 1986, les Barrard oublient la sacoche contenant les 100 000 francs finançant la moitié de l'expédition dans un taxi entre Rawalpindi et Islamabad. Ils font des pieds et des mains par téléphone pour se faire prêter l'argent perdu par un organisme new-yorkais. Devant l'engouement que présente cette ascension de la deuxième plus haute montagne du monde, il faut attendre son tour pour monter le versant sud, le moins difficile : neuf expéditions s'affairent. Maurice et Liliane font équipe avec la polonaise Wanda Rutkiewicz et le reporter de RTL Michel Parmentier. Aux conditions techniques s'ajoutent des conditions météo généralement exécrables et font du K2 la montagne la plus dangereuse du monde. La caravane des Barrard et leurs amis progresse. Au bout de cinq jours d'efforts extrêmes, ils sont aux portes de l'épuisement lorsqu'il parviennent à 8 400 mètres. Pour les 211 derniers mètres restant à gravir, le groupe prend le pari de bivouaquer dans une seule tente, sans duvet, sans espérer dormir compte tenu du froid et du manque d'oxygène. À midi le lendemain, ils atteignent le sommet.
Ensuite, il faut redescendre. Le lendemain, c'est une sorte de chacun pour soi qui s'instaure. Les quatre ne sont plus assez lucides pour agir avec toute la solidarité qui sied aux montagnards. Parmentier, le moins épuisé, est en tête et devance les autres pour rejoindre le camp 3. Puis Wanda y parvient, pensant que le couple suit. Mais la tempête se lève sur le K2 et les Barrard n'arrivent pas. La nuit tombe et un mètre de neige s'accumule. Aux premières lueurs du jour, Parmentier, inquiet, reprend l'ascension, brave l'enfer pour aller à la rencontre de ses amis qui ont sans doute été contraints de bivouaquer. La neige a recouvert toute trace humaine. En liaison radio avec Benoît Chamoux, d'une expédition italienne, celui-ci finit par le convaincre, non sans mal, de redescendre le 26 juin, deux jours après. Maurice avait 44 ans. Son corps n'est retrouvé qu'en juillet 1998, au pied du K2, dans une crevasse,.

## Ascensions
- Face ouest du  mont Kétil au Groenland
- 1980 - Première ascension de la face sud-ouest du Hidden Peak avec Georges Narbaud
- 1982 - Gasherbrum II avec sa femme Liliane et Alain Bontemps
- 1984 - Nanga Parbat avec sa femme Liliane. Ils atteignent le sommet en ouvrant une variante sur le versant Diamir. Ils réalisent la première ascension française, et Liliane, la première féminine du sommet
- 1986 - K2 avec sa femme Liliane, le 23 juin. Il trouve la mort dans la descente.

### Ouvrage de référence
- Les exploits des sportifs d'Eure-et-Loir : 1965-2015

1. 1 2 3 4 5 6 7  Alpinisme - 1984 / Liliane et Maurice Barrard : le couple le plus haut du monde, p. 89
2. 1 2 3 4 5 6 7  Alpinisme - 1984 / Liliane et Maurice Barrard : le couple le plus haut du monde, p. 90
3. 1 2 3 4 5 6 7  Alpinisme - 1984 / Liliane et Maurice Barrard : le couple le plus haut du monde, p. 91
4. 1 2 3 4 5 6 7 8 9 10 11 12 13 14 15  Alpinisme - 1984 / Liliane et Maurice Barrard : le couple le plus haut du monde, p. 92
5. 1 2  Alpinisme - 1984 / Liliane et Maurice Barrard : le couple le plus haut du monde, p. 93

### Autres références
1. ↑  État civil sur le fichier des personnes décédées en France depuis 1970
2. ↑  Maurice Barrard, Deux pour un 8 000, SIPE, 1981, 143 p., p. 40 à 42
3. ↑  Charlie Buffet, Douze ans après au K2, Libération, 20 juillet 1998.